# Viaduc de la Tardes
Das Viaduc de la Tardes ist eine eingleisige Eisenbahnbrücke über die Schlucht der Tardes zwischen Budelière und Évaux-les-Bains im Département Creuse in der französischen Region Nouvelle-Aquitaine.
Sie steht in dem 2008 stillgelegten Abschnitt Montluçon–Eygurande der Bahnstrecke Bourges–Miécaze, auf der seinerzeit Züge zwischen Paris und Ussel bzw. Aurillac verkehrten. Sie überquert die Schlucht in einer Höhe von 91,3 m.

## Beschreibung
Die 250,5 m lange schmiedeeiserne Gitterträgerbrücke wurde in den Jahren 1882 bis 1885 in der Fabrik von Gustave Eiffel in Levallois-Perret bei Paris angefertigt und auf der Baustelle montiert. Der Gitterträger ist 8,3 m hoch und 5,5 m breit. Er wird von zwei Pfeilern im Achsabstand von 73,0 + 104,5 + 73,0 m gestützt. Die Pfeiler wurden aus in der Nähe der Baustelle vorkommendem Granit gemauert. Der am linken, westlichen Hang der Schlucht ist 59,95 m hoch, der am rechten Hang ist 48,02 m hoch. Beide Pfeiler haben einen 4,5 × 8,0 m weiten Kopf und werden nach unten gleichmäßig stärker.
Es war vorgesehen, den kompletten Gitterträger auf der Strecke vor der Brücke zusammenzunieten und in einem Stück über die fertigen Pfeiler zu schieben. Anfangs lief der Vorgang problemlos ab. Auch ein starker Sturm Mitte Januar 1884, der nicht weit entfernt einige Güterwagen von einer anderen Brücke blies, richtete keinen Schaden an dem teilweise vorgeschobenen Träger an. Aber in der Nacht vom 26. zum 27. Januar 1884 brach ein Orkan den auf 132 m Länge über das Widerlager und einen Pfeiler vorgeschobenen Träger ab und schleuderte ihn in die Schlucht. Die Verzögerungen, bis der Ersatz hergestellt und herbeigeschafft war, waren beträchtlich.
Das Viadukt wurde 1975 als Monument historique unter Denkmalschutz gestellt.